# Ravenna
Ravenna je komuna i glavni grad istoimene pokrajine Ravenna u regiji Emilia-Romagna u Italiji. Grad se nalazi u unutrašnjosti, ali je povezan kanalom s Jadranskim morem. Ravenna je nekoć služila kao sjedište Zapadnog Rimskog Carstva i kasnije Ostrogotskog Kraljevstva. Sa 652.89 km² Ravenna je druga najveća komuna prema površini u Italiji, iako je samo malo manja od polovice veličine najveće općine, Rima.

## Povijest

### Rana povijest
Počeci Ravenne nesigurni su. Prvo naselje se različito pripisuje Tirenjanima, Tesalijcima ili Umbrijcima. Ravenna se sastojala od kuća sagrađenih na stupovima na nekoliko malenih otoka u močvarnoj laguni - situacija slična Veneciji nekoliko stoljeća kasnije. Rimljani su je zanemarili tijekom osvajanja delte rijeke Po, ali su je kasnije prihvatili u Rimsku Republiku kao federativni grad 89. pr. Kr. U Ravenni je 49. pr. Kr. Julije Cezar okupio svoje snage prije nego što je prešao Rubikon. Nakon bitke protiv Marka Antonija 45. pr. Kr. car August je ondje podignuo vojnu luku Classe.  Ova je luka, zaštićena isprva vlastitim zidinama, bila važna postaja rimske carske mornarice. Danas je grad bez izlaza na more, iako je Ravenna ostala važna morska luka na Jadranu sve do ranog srednjeg vijeka.
Tijekom germanske invazije Thusnelda, Arminijeva udovica, i Marbod, kralj Markomana, bili su zatočeni u Ravenni.
Ravenna se jako razvijala tijekom rimske uprave. Car Trajan sagradio je 70 km dugi akvadukt na početku 2. stoljeća. Godine 402. car Honorije prenio je prijestolnicu Zapadnog Rimskog Carstva iz Milana u Ravennu. Prijenos je učinjen uglavnom iz obrambenih razloga: Ravenna je bila okružena močvarama i barama, te je imala lagan pristup carskim snagama Istočnog Rimskog Carstva. Godine 409. vizigotski kralj Alarik I. ipak je zaobišao Ravennu i krenuo pljačkati Rim i uzeti za taokinju Galu Placidiju, kćer cara Teodozija I. Nakon brojnih preokreta Gala Placidija se vratila u Ravennu sa svojim sinom carem Valentinijanom III. uz pomoć svoga nećaka Teodozija II. Ravenna je uživala u razdoblju mira tijekom kojeg je kršćanska religija cvala, a grad je dobio većinu svojih slavnih spomenika, kako sekularnih (razorenih) tako i kršćanskih (većinom sačuvanih).
Godine 476. palo je Zapadno Rimsko Carstvo, a istočnorimski car Zenon poslao je ostrogotskog kralja Teodorika Velikog da ponovo zauzme talijanski poluotok. Nakon bitke kod Verone Odoakar se povukao u Ravennu gdje je izdržavao trogodišnju Teodorikovu opsadu sve dok zauzimanje Riminija nije lišilo Ravennu opskrbe. Nakon što je Teodorik zaklao Odoakra Ravenna je postala prijestolnica Ostrogotskog kraljevstva Italije.
Nakon 493. Teodorik je zaposlio rimske arhitekte u izgradnji sekularnih i religijskih građevina, uključujući izgubljenu palaču blizu Sant'Apollinarea Nuovo; "Palazzo di Teodorico" bila je nadogradnja. Teodorik i njegovi sljedbenici bili su arijanisti, ali su živjeli u suživotu s Latinima. Teodorik je umro 526. kada ga je naslijedila kći Amalasunta ubijena 535. godine.
Bizantski car Justinijan bio je fanatično ortodoksan te se protivio i ostrogotskoj vlasti i arijanskom poimanju kršćanstva. Godine 535. napao je Apeninski poluotok u sadržaju Rimskog Carstva, a 540. je zauzeo Ravennu. Ravenna je postala sjedište bizantske vlasti na Apeninskom poluotoku u sadržaju Rimskog Carstva(vidi također Gotske ratove). Restauratio Imperii u Ravenni također je doprinijelo obližnjoj luci Classe (classis), koja se ponekad naziva Pompejima kasne antike. Kao ravenska luka bila je jedna od ključnih platformi od 6. – 7. stoljeća, te glavna luka na jadranskoj obali Apeninskog poluotoka. Najreprezentativniji ostatak tog perioda je crkva sv. Apolinarija u Classi (6. – 7. stoljeće), čije se relikvije nalaze u crkvi. Ali iako je osnovana tijekom rimskog razdoblja, najviše se razvila tijekom kasnijeg Bizantskog Carstva. 

### Ravenski egzarhat
Nakon Belizarovog osvajanja u službi cara Justinijana I. u šestom stoljeću, Ravenna je postala sjedište bizantskog upravitelja Italije, egzarha, pa je poznata kao Ravenski egzarhat. U to je vrijeme napisana Ravenska kozmografija.

### Srednji vijek i moderna povijest
Langobardi vođeni kraljem Liutprandom zauzeli su Ravennu 712. godine, ali su je bili prisiljeni vratiti Bizantincima. Ipak, 751. godine langobardski kralj Aistulf uspio je zauzeti Ravennu, prekinuvši bizantsku vlast u sjevernoj Italiji.
Francuski kralj Pipin napao je Langobarde po zapovijedi pape Stjepana II. Ravenna je stoga 784. godine postala teritorij Papinskih Država. Zauzvrat je papa Hadrijan I. ovlastio kralja Karla Velikog da uzme iz Ravenne što poželi. Karlo Veliki je poduzeo tri pljačkaška pohoda na Ravennu, odnoseći ogromnu količinu rimskih stupova, mozaika, kipova i ostalih pokretnina kako bi obogatio svoju prijestolnicu u Aachenu.
Pod papinskom vlašću ravenski nadbiskup je uživao autokefalnost od Rimske Crkve - privilegij steknut tijekom bizantske vlasti. Zbog donacija koje su mu dali otonski carevi ravenski nadbiskup bio je najbogatiji u Italiji nakon papinstva, te je stoga uspješno mogao povremeno izazivati papinu svjetovnu vlast.
Godine 1198. Ravenna je vodila savez gradova iz Romagne protiv cara, a papa se morao podložiti. Nakon rata 1218. obitelj Traversari uspjela je nametnuti svoju vlast nad gradom koja je trajala sve do 1240. godine. Nakon kratkog perioda pod carskim vikarom Ravenna je vraćena Papinskim Državama 1248. i ponovo Traversarijima sve do 1275. kada je Da Polenta uspostavio svoje dugotrajno gospodstvo. Jedan od najčuvenijih stanovnika Ravenne u to je vrijeme bio protjerani pjesnik Dante. Posljednjeg od Da Polentinijevih, Ostasia III., 1440. godine je protjerala Mletačka Republika koja je grad pripojila svojim teritorijima.
Ravenna je bila pod Mlecima sve do 1509. kada je područje napadnuto tijekom Talijanskih ratova. Godine 1512. tijekom ratova Svete Lige Ravennu su opljačkali Francuzi.
Nakon mletačkog povlačenja Ravennom su ponovo upravljali papinski legati kao dijelom Papinske države. Grad je oštećen u velikoj poplavi u svibnju 1636. Tijekom sljedeća 3 stoljeća izgrađena je mreža kanala koji su preusmjerili obližnje rijeke i isušili obližnje močvare, smanjivši mogućnost poplavljivanja i stvorivši ogroman pojas poljoprivrednog tla oko grada.
Osim još jedne kratke mletačke okupacije (1527-1529), Ravenna je bila dio Papinskih Država do 1796. kada ju je anektirala francuska marionetska država Cisalpinska Republika (Talijanska Republika od 1802. i Kraljevstvo Italija od 1805.). Papi je vraćena 1814., a 1859. su je zauzeli pijemontske trupe. Ravenna i okolno područje Romagne postali su dio novoujedinjene Kraljevine Italije 1861. godine.

## Glavne znamenitosti
Osam ranokršćanskih spomenika u Ravenni upisanih na popis mjesta svjetske baštine u Europi. Oni su
1. Neonska krstionica (o. 430.)
2. Mauzolej Gale Placidije (o. 430.)
3. Arijanska krstionica (o. 500.)
4. Nadbiskupska kapelica (o. 500.)
5. Bazilika Sant'Apollinare Nuovo (o. 500.)
6. Teodorikov mauzolej (520.)
7. Bazilika svetog Vitalea (548.)
8. Bazilika Svetog Apolinarija u Classi (549.)

Ostale turističke atrakcije uključuju:
- antička crkva Duha Svetog koja je sačuvala izvorne veze iz 5. stoljeća. Izvorno je bila arijanski hram. Fasada je vrijedan portiko s 5 arkada iz 16. stoljeća.
- Crkva sv. Ivana Evanđelista je također iz 5. stoljeća, a podigla ju je Gala Placidija nakon morske oluje. Restaurirana je nakon bombardiranja u Drugom svjetskom ratu.
- Bazilika sv. Franje ponovo sagrađena od 10. – 11. stoljeća iznad prethodnog zdanja posvećenom Apostolima, a kasnije sv. Petru. Iza skromne ciglene fasade nalaze se glavni brod i dva pobočna broda. Fragmenti mozaika iz primitivne crkve vidljivi su na podu, koji je obično prekriven vodom nakon obilnih kiša (zajedno s kriptom). Ovdje je 1321. održana pogrebna ceremonija za Dantea Alighierija. Pjesnik je pokopan u grobnici pripojenoj crkvi. Lokalne vlasti su se uspjele oduprijeti svim firentinskim zahtjevima za povratak ostataka njenog najslavnijeg prognanika.
- Barokna crkva svete Marije Velike (525. – 532., ponovo sagrađena 1671.). u njoj se nalazi slika Luce Longhija.
- Crkva svetog Ivana Krstitelja iz 1683. također je u baroknom stilu sa srednjovjekovnim zvonikom.
- Bazilika svete Marije u Portu (16. stoljeće), s bogatom fasadom iz 18. stoljeća. Uz glavni brod nalaze se dva pobočna broda i visoka kupola. U njoj se nalazi slika slavne grčke Madonne koja je navodno donesena u Ravennu iz Konstantinopola.
- Obližnja Komunalna galerija sadrži različita djela romanjolskih slikara.
- Rocca Brancaleone ("Dvorac Brancaleone") sagradili su Mlečani 1457. Nekoć dio gradskih zidina, sada je javni park. Podijeljen je u dva dijela: pravi dvorac i citadelu koja se prostire na površini od 14,000 m².
- Takozvana Teodorikova palača zapravo je ulaz u bivšu crkvu svetog Spasitelja. Uključuje mozaike iz prave palače ostrogotskog kralja.
- Crkva svete Eufemije (18. stoljeće) daje pristup takozvanom Stone Carpets Domus (6. – 7. stoljeće): on udomljuje prekrasne mozaike iz bizantinske palače.
- Nacionalni muzej.

## Promet
Ravenna je važna komercijalna i turistička luka.
Cestom se do Ravenne može doći iz cestovnog čvorišta Bologna ili iz Venecije državnom cestom 309 "Romea". Iz Rima najbrža je veza E45 međunarodna cesta; druga glavna veza s južnom Italijom je državna cesta 16 "Adriatica".
Željeznički kolodvor povezuje Ravennu s Bolognom, Ferrarom, Venecijom, Veronom i Riminijem.
Najbliže zračne luke nalaze se u Forlìju i Bologni.

## Ravenna u književnosti
Lord Byron živio je u Ravenni između 1819. i 1821. godine. Tu ga je odvela ljubav prema lokalnoj aristokratskoj i udanoj mladoj ženi, Teresi Guiccioli. Ovdje je nastavio svog Don Juana i napisao Ravenski dnevnik, Moj rječnik i Rekolekcije.
Oscar Wilde napisao je poemu naslovljenu Ravenna 1878., kao i ruski simbolistički pjesnik Aleksandar Blok 1909., nadahnut putovanjem. Prolazak kroz Ravennu na svomu putovanju Italijom nadahnjuje Hermann Hesse na pisanje dviju pjesama Ravenna (1) i Ravenna (2).

## Gradovi pobratimi
- Chichester, Ujedinjeno Kraljevstvo
- Dubrovnik, Hrvatska, od 1967.
- Speyer, Njemačka, od 1989.
- Chartres, Francuska, od 1957.
- Tønsberg, Norveška
- Szekszárd, Mađarska

## Vanjske poveznice
- Turizam i kultura Službena stranica
- Ravenna, A Study  Arhivirana inačica izvorne stranice od 2. rujna 2020. (Wayback Machine) (1913.), Edward Hutton, iz Projekta Gutenberg
- Catholic Encyclopedia: Rana povijest Ravenne i njeni spomenici
- Adrian Fletcher's Paradoxplace Ravenna Pages  Arhivirana inačica izvorne stranice od 13. travnja 2006. (Wayback Machine)  (fotografije)